# Prefectura autonomă tibetană Garzê
Prefectura autonomă tibetană Garzê, cunoscută și sub numele de Ganzi, (în chineză: 甘孜藏族自治州, în tibetană དཀར་མཛེས་བོད་རིགས་རང་སྐྱོང་ཁུལ་, în pinyin tibetan: Kardzé Börik Rangkyongkhül) este o prefectură autonomă a Chinei care se află în partea de vest a provinciei Sichuan. Numele ei este ortografiat uneori „Kardzé” și „Garzin” de către sursele neguvernamentale.
Suprafața prefecturii este de 151.078 km2. Prefectura are o populație de aproximativ 880.000 de locuitori, formată în majoritate (77,8%) din etnici tibetani. Orașul reședință al prefecturii Garzê este Kangding (Dartsedo).

## Istorie
Garzê a făcut parte în mod tradițional din regiunea istorică Kham.
La căderea dinastiei Qing în timpul Revoluției Chineze din 1911, regiunea a trecut sub adminiistrația Republicii Chineze. În 1914 (sau 1916), regiunea a fost integrată până în 1925 (sau 1928) în districtul special Chuanbian, care a devenit provincia Xikang în 1939, în timpul invaziei japoneze și a rămas parte componentă a acestei unități administrativ-teritoriale până în 1955.
În 1930 armata tibetană a invadat regiunea Garzê, capturând-o fără prea mare rezistență. Cu toate acestea, în 1932, armata tibetană s-a retras după ce a fost înfrântă în alte părți în luptele cu comandantul militar musulman din Qinghai, Ma Bufang. Generalul chinez Liu Wenhui a reocupat regiunea Garzê și a semnat un acord cu tibetanii care a oficializat stăpânirea de către armata lui a teritoriilor aflate la est de cursul superior al fluviului Yangtze, care corespund aproximativ cu zona de est a regiunii Kham.
În 1950, în urma înfrângerii forțelor Kuomintang-ului de către Armata de Eliberare a Poporului, acel teritoriu a intrat sub controlul Republicii Populare Chineze. Zona estică a provinciei Xikang a fost contopită cu provincia Sichuan în 1955, iar Garzê a devenit o prefectură autonomă.

## Populație
Potrivit recensământului din 2000, prefectura autonomă Garzê avea o populație de 897.239 locuitori (densitatea populației: 5,94 persoane/km²).
| Naționalitate | Populație | Procent |
| ------------- | --------- | ------- |
| Tibetani      | 703.168   | 78,37%  |
| Han           | 163.648   | 18,24%  |
| Yi            | 22.946    | 2,56%   |
| Qiang         | 2.860     | 0,32%   |
| Hui           | 2.190     | 0,24%   |
| Naxi          | 760       | 0,08%   |
| Mongoli       | 477       | 0,05%   |
| Bai           | 292       | 0,03%   |
| Alții         | 898       | 0,11%   |

## Limbi vorbite
Garzê este extrem de diversificată din punct de vedere lingvistic, aici fiind vorbite multe limbi qiangice.
- Kangding: Guiqiong, Muya
- districtul Luding: Muya
- districtul Danba: rGyalrong
- districtul Jiulong: Pumi (sudic)
- districtul Yajiang: Zhaba
- districtul Dawu: Horpa
- districtul Xinlong: Queyu

## Religie
Budismul tibetan este, din punct de vedere istoric, religia predominantă practicată în prefectura Garzê. În cursul timpului au avut loc în templele și mănăstirile din Garzê tot mai multe proteste ale călugărilor care sprijină autonomia Tibetului și drepturile populației tibetane. Cele mai cunoscute gompa (complexe budiste) sunt:
- Mănăstirea Dzogchen
- Mănăstirea Dzongsar
- Mănăstirea Kandze
- Mănăstirea Kharnang
- Mănăstirea Nanwu Si
- Mănăstirea Palpung
- Mănăstirea Sershul
- Mănăstirea Tongkor
- Institutul budist Larung Gar
- Institutul budist Yarchen Gar

## Subdiviziuni
Prefectura autonomă Garzê cuprinde 1 oraș cu rang de district și 17 districte:
| Hartă | #                        | Nume   | Hanzi           | Pinyin hanyu | tibetană             | Transliterare Wylie | Populație (recens. 2010) | Suprafață (km²) | Densitate (/ km²) |
| ----- | ------------------------ | ------ | --------------- | ------------ | -------------------- | ------------------- | ------------------------ | --------------- | ----------------- |
|       |                          |        |                 |              |                      |                     |                          |                 |                   |
| 1     | Orașul Kangding          | 康定市 | Kāngdìng Shì    | དར་མདོ་གྲོང་ཁྱེར་ | dar mdo grong khyer  | 130.142             | 11.486                   | 11,33           |                   |
| 2     | Districtul Luding        | 泸定县 | Lúdìng Xiàn     | ལྕགས་ཟམ་རྫོང་   | lcags zam rdzong     | 83.386              | 2.165                    | 38,51           |                   |
| 3     | Districtul Danba         | 丹巴县 | Dānbā Xiàn      | རོང་བྲག་རྫོང་    | rong brag rdzong     | 59.696              | 4.656                    | 12,82           |                   |
| 4     | Districtul Jiulong       | 九龙县 | Jiǔlóng Xiàn    | བརྒྱད་ཟུར་རྫོང་   | brgyad zur rdzong    | 62.133              | 6.766                    | 9,18            |                   |
| 5     | Districtul Yajiang       | 雅江县 | Yǎjiāng Xiàn    | ཉག་ཆུ་རྫོང་     | nyag chu rdzong      | 50.225              | 7.558                    | 6,64            |                   |
| 6     | Districtul Dawu (Daofu)  | 道孚县 | Dàofú Xiàn      | རྟ་འུ་རྫོང་      | rta 'u rdzong        | 55.396              | 7.053                    | 7,85            |                   |
| 7     | Districtul Luhuo         | 炉霍县 | Lúhuò Xiàn      | བྲག་འགོ་རྫོང་    | brag 'go rdzong      | 46.558              | 4.601                    | 10,11           |                   |
| 8     | Districtul Garzê (Ganzi) | 甘孜县 | Gānzī Xiàn      | དཀར་མཛེས་རྫོང   | dkar mdzes rdzong    | 68.523              | 7.303                    | 9,38            |                   |
| 9     | Districtul Xinlong       | 新龙县 | Xīnlóng Xiàn    | ཉག་རོང་རྫོང་    | nyag rong rdzong     | 50.393              | 8.570                    | 5,88            |                   |
| 10    | Districtul Dêgê (Dege)   | 德格县 | Dégé Xiàn       | སྡེ་དགེ་རྫོང་     | sde dge rdzong       | 81.503              | 11.025                   | 7,39            |                   |
| 11    | Districtul Baiyü         | 白玉县 | Báiyù Xiàn      | དཔལ་ཡུལ་རྫོང་   | dpal yul rdzong      | 56.290              | 10.386                   | 5,41            |                   |
| 12    | Districtul Sêrxü (Shiqu) | 石渠县 | Shíqú Xiàn      | སེར་ཤུལ་རྫོང་    | ser shul rdzong      | 80.834              | 24.944                   | 3,24            |                   |
| 13    | Districtul Sêrtar (Seda) | 色达县 | Sèdá Xiàn       | གསེར་ཐར་རྫོང་   | gser thar rdzong     | 58.606              | 9.332                    | 6,28            |                   |
| 14    | Districtul Litang        | 理塘县 | Lǐtáng Xiàn     | ལི་ཐང་རྫོང་     | li thang rdzong      | 69.046              | 13.677                   | 5,04            |                   |
| 15    | Districtul Batang        | 巴塘县 | Bātáng Xiàn     | འབའ་ཐང་རྫོང་   | 'ba' thang rdzong    | 48.649              | 7.852                    | 6,19            |                   |
| 16    | Districtul Xiangcheng    | 乡城县 | Xiāngchéng Xiàn | ཕྱག་འཕྲེང་རྫོང་   | phyag 'phreng rdzong | 33.170              | 5.016                    | 6,61            |                   |
| 17    | Districtul Daocheng      | 稻城县 | Dàochéng Xiàn   | འདབ་པ་རྫོང་    | 'dab pa rdzong       | 31.113              | 7.323                    | 4,24            |                   |
| 18    | Districtul Dêrong        | 得荣县 | Déróng Xiàn     | སྡེ་རོང་རྫོང་     | sde rong rdzong      | 26.209              | 2.916                    | 8,98            |                   |

## Legături externe
- Site-ul oficial al Prefecturii autonome tibetane Garzê Arhivat în 24 februarie 2011, la Wayback Machine.
- Informații de călătorie în orașele și satele din prefectura autonomă tibetană Garzê: de-a lungul autostrăzilor Sichuan-Tibet, Tagong (între cele două autostrăzi), Daocheng și Yading (la sud de ambele autostrăzi)